# Amastus tenuimargo
Amastus tenuimargo är en fjärilsart som beskrevs av Paul Dognin 1912. Amastus tenuimargo ingår i släktet Amastus och familjen björnspinnare. Inga underarter finns listade i Catalogue of Life.